# Pompéion
Le Pompéion (grec ancien : Πομπεῖον) est un bâtiment en marbre de l'Hymette situé entre la Porte sacrée et le Dipylon, au Céramique à Athènes.
Le bâtiment du IVe siècle av. J.-C. fut détruit lors du siège par Sylla. Un nouveau Pompéion, de type basilical, fut édifié par Antonin, mais détruit par les Hérules.

## Description

Plan du site archéologique du Céramique.

Le Pompéion se trouvait dans l'enceinte de la ville, entre le Dipylon et la Porte sacrée. La cour rectangulaire, entourée de galeries à colonnes, servait de palestre, c'est-à-dire de complexe sportif, et de salle de préparation des processions panathénaïques. Le nom de Pompéion est dérivé du nom πομπή / pompē, signifiant « escorte, accompagnement », nom employé en grec ancien pour un « défilé ». Le Pompéion était le lieu de préparation de la petite procession panathénaïque, qui avait lieu chaque année, vers l'Acropole. Lors des Grandes Panathénées, tous les quatre ans, les Athéniens préparaient au Pompéion le péplos de la statue de culte de la déesse Athéna. Ce péplos était hissé comme une voile sur un char figurant un navire, avant d'être porté en procession vers l'Acropole.
Le premier bâtiment a été construit en l'année 400 av. J.-C., sur des fondations en poros. La cour de 45 × 17 m était probablement entourée de colonnes en bois (6 × 14 colonnes). Avant l'achèvement de ce premier bâtiment, peu après 400 av. J.-C., le plan a été modifié et étendu : sur un plan d'étage plus large, les piliers des salles ont été édifiés en poros, avec des chapiteaux ioniques en marbre. L'entrée du bâtiment se faisait par un portail monumental (propylon) en marbre, avec quatre colonnes ioniques. Le passage médian était pourvu d'une rampe, avec des ornières pour guider les roues des chariots.

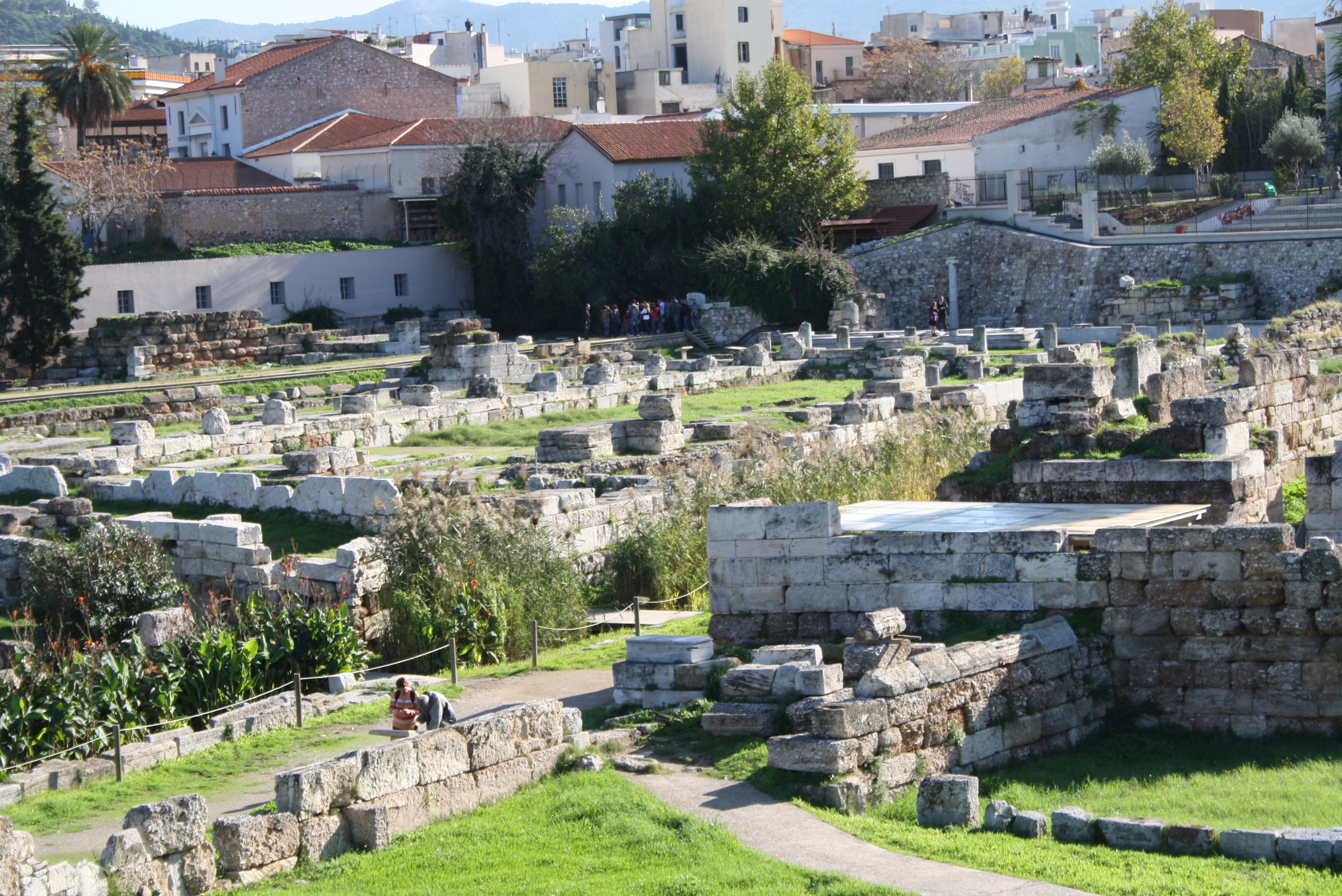
Site archéologique du Céramique, avec le Dipylon, le Pompéion, l'Éridanos, la porte sacrée et le mur de Thémistocle.

Du côté nord-ouest et du nord-est ont été adjoints des salles de banquet et des ateliers, qui sont probablement liés à la fonction du Pompéion, bâtiment officiel de l'État pour l'organisation des Panathénées. Certaines salles annexes étaient pourvues de mosaïques de galets représentant notamment des scènes de chasse animalière. Des emplacements pour des banquettes était prévu dans le sol de ces salles. Seuls les prytanes et les archontes étaient autorisés à dîner avec des invités officiels, jusqu'à un total de 66 personnes. Des bancs se dressaient le long des murs du péristyle.
Des conversions ultérieures, entre le IIIe et Ier siècle av. J.-C., ont remplacé les murs en pisé par des murs en pierre calcaire, percés de fenêtres grillagées. Les inscriptions et les sources suggèrent que les murs des salles à piliers portaient des peintures de poètes et d'orateurs. Une statue en bronze de Socrate par le sculpteur Lysippe est mentionnée. On montrait ici aux jeunes éphèbes des figures d'Athéniens exemplaires, pour leur éducation.